# Afonso VII de Leão

Brasão com as armas de Castela

Brasão com as armas de Leão

Afonso VII de Leão, também chamado o Imperador (Caldas de Reis, 1 de março de 1105 – Viso del Marqués, 21 de agosto de 1157), foi o primeiro rei da Casa de Borgonha: rei da Galiza a partir de 1111, rei de Leão a partir de 1126, rei de Castela e de Toledo a partir de 1127, e imperador da Hispânia a partir de 1135.
Era filho de Raimundo de Borgonha, conde da Borgonha e de Urraca I de Leão e Castela, filha do rei Afonso VI de Leão e Castela e de Constança da Borgonha.
O seu reinado nesses reinos caracterizou-se pela tentativa de hegemonia de toda a Península Ibérica, fracassada pela independência de Portugal, pela criação da Coroa de Aragão e pela resistência moura ao invasor cristão.

## Rei de Leão, Galiza e Castela
Em 1111 Afonso foi coroado rei da Galiza pelo bispo Diego Gelmírez e pelo conde de Trava, Pedro Froilaz de Trava (pai de Fernão Peres de Trava), na catedral de Santiago de Compostela. Apesar de ser uma criança na altura, esta foi a vontade do rei, o seu avô, para assegurar que não perderia o trono da Galiza, ou qualquer direito de sucessão no caso que D. Urraca casar, como assim foi com  Afonso I de Aragão, fato que desencadeou a sua coroação como rei da Galiza.
| “ | O pai do infante (está-se a referir a Raimundo de Borgonha) obteve todo o governo e todo o direito da Galiza, e por isso a todos vós que em vida daquele tivestes os seus direitos e senhorios e depois da sua morte ainda os tendes, declaro-vos sem hesitação servidores do seu filho, o meu neto, e deixo-lhe toda a Galiza em herança, no caso de que Urraca, a sua mãe queira casar, e, para mim próprio, não peço desde em diante qualquer deferência. | ” |

Em 10 de Março de 1126, depois da morte da sua mãe, Afonso foi coroado rei de Leão e imediatamente começou o conflito com o Batalhador pela posse do reino de Castela, que recuperou pelas Pazes de Támara (1127).
Por esta altura, Afonso teve de enfrentar várias rebeliões nos territórios mais próximos a Aragão, devido à autonomia obtida por estes durante o reinado de D. Urraca e, em 1128 casou-se com Berengária de Barcelona, filha do conde Raimundo Berengário III de Barcelona e da condessa Dulce de Geuvadun da Provença, e irmã de Raimundo Berengário IV de Barcelona.

## Império hispânico
Quando o seu rival Afonso I de Aragão e Navarra morreu em 1134, deixou os seus reinos em testamento às ordens militares, o que não agradou à nobreza de ambos. Garcia Ramires foi eleito rei de Navarra e, apesar de Afonso VII ser um pretendente a essa coroa, os nobres de Aragão escolheram Ramiro II.
Afonso VII respondeu com a ocupação de La Rioja e a conquista de Saragoça que, a partir deste momento tem o seu brasão integrado no do Reino de Leão. Após várias escaramuças, Afonso derrotou o exército navarro-aragonês, submeteu os reinos à vassalagem e, apoiado por nobres do norte dos Pirenéus controlou grandes territórios do sul da França até ao rio Ródano.
Na sua política para o leste da Península Ibérica também ajudou Raimundo Berengário IV, conde de Barcelona, na sua luta contra os condados catalães, obtendo a sua vassalagem e unificando a Marca Hispânica.
Uma antiga tradição atribuía o título de imperador ao soberano de Leão. Sancho, o Grande considerava a cidade imperiale culmen e, depois de ser coroado nesta, cunhou moeda com a inscrição Imperator totius Hispaniae. Este soberano era considerado o descendente direto dos reis visigodos, representantes eles mesmos do Império Romano. Mas apesar de este título ser usado no rol dos governantes de Leão, particularmente por Afonso VI de Castela e por Afonso, o Batalhador, era considerado pouco mais que um embelezamento honorífico.
Em 1135 Afonso VII fez-se coroar imperador, na catedral de Leão, pelo Antipapa Anacleto II,  tendo os vários reis peninsulares, com a exceção de D. Afonso Henriques, lhe prestado vassalagem. Expressava assim a sua pretensão à hegemonia da Península Ibérica e à exclusividade da Reconquista.
Mas em 1143 foi forçado a reconhecer pelo Tratado de Zamora a independência de Portugal sob D. Afonso Henriques, e também o casamento de Raimundo Berengário IV de Barcelona com Petronila de Aragão, que uniu o Reino de Aragão com os condados da Catalunha, criando a Coroa de Aragão. Com este último assinaria em 1151 o Tratado de Tudilén, que estabelecia os limites da reconquista para os dois estados.

## Reconquista
Afonso era um rei devoto. Trouxe a Ordem de Cister para o seu reino com a fundação de um mosteiro em Fitero e desejava expulsar os mouros da Península Ibérica.
Desde 1139, Afonso VII empreendia expedições e saques contra os povoados almorávidas, com o intuito de provocar a revolta destes. Chegou a Córdova em 1144 mas, a partir da invasão do Califado Almóada em 1146, foi obrigado a formar um pacto com o soberano almorávida e a fortificar a fronteira contra o novo poder mouro.
Depois de o papa Eugénio III convocar a Segunda Cruzada em 1145, Afonso VII, em coligação com o Reino de Aragão e Navarra e com o Condado de Barcelona, tomou Almeria em 1147, o primeiro porto mediterrânico de Castela.

## Morte

Mapa da Península Ibérica à data da morte de Afonso VII, mostrando as regiões dos almóadas e os reinos de Portugal (P), Leão (L) Castela (C), Navarra (N) e Aragão (A)

Em 1157 os almóadas recuperaram Almeria. Afonso VII voltava de uma expedição contra o inimigo mouro quando morreu em 21 de Agosto de 1157, no regresso a Leão. Pensa-se que tenha passado a noite em Viso del Marqués e morrido ali.
É curioso que o poderoso rei que pretendia a unificação da Península Ibérica, depois de falhar em tantas frentes — independência de Portugal, surgimento da Coroa de Aragão, subida ao poder dos aguerridos almóadas, sucedendo ao enfraquecido poder almorávida — acabou por dividir o seu reino entre os seus dois filhos, legando Castela ao primogénito Sancho e Leão a Fernando.

## Matrimónio e descendência
Do seu casamento com Berengária de Barcelona nasceram:
1. Sancho III de Castela (1134-1158), rei de Castela foi casado com Branca de Navarra,
2. Raimundo de Castela (c. 1136-antes de 1151)
3. Sancha de Castela (1137-1179), casada em 1157 com Sancho VI de Navarra
4. Fernando II de Leão (1137-1188), rei de Leão
5. Constança de Castela (1141-1160), casada em 1154 com Luís VII de França
6. Garcia de Castela (c. 1142-1146)
7. Afonso de Castela (1145-1149)

Em Julho de 1152 casou-se com Riquilda da Polônia, filha do duque Vladislau II, o Desterrado, de quem teve:
1. Fernando de Castela (1153-1155)
2. Sancha de Castela (1156-1208), casada em 18 de Janeiro de 1174 com Afonso II de Aragão.

Dos seus amores com Gontrodo Pérez (c. 1105-1186), nasceu:
1. Urraca Afonso, a Asturiana (1132-1189), casada em 1144 com o rei Garcia Ramires de Pamplona o Restaurador.

Dos seus amores com a condessa Urraca Fernandez de Castro, filha de Fernando Garcia de Hita, nasceu:
1. Estefânia Afonso de Castela (c. 1139/1148-1 de Julho de 1180), casada com Fernando Rodrigues de Castro "o Castelhano".